# Cratere Agoe
Agoe  è un cratere sulla superficie di Venere.